# Maorichernes vigil
Maorichernes vigil är en spindeldjursart som först beskrevs av With 1907.  Maorichernes vigil ingår i släktet Maorichernes och familjen blindklokrypare. Inga underarter finns listade i Catalogue of Life.